# Marcello Ciorciolini
Marcello Ciorciolini, né le 7 mars 1922 à Rome dans la région du Latium et mort le 5 septembre 2011, est un réalisateur, un scénariste et un parolier italien. Il a utilisé les pseudonymes de Frank Reed, Frank Red et James Harris au cours de sa carrière.

## Biographie
Marcello Ciorciolini naît à Rome en 1922.
Il débute en écrivant des sketches pour la radio avant de se tourner vers le cinéma au début des années 1950. Il obtient ses premiers crédits en 1951 comme assistant réalisateur et scénariste sur le film La Folla de Silvio Laurenti Rosa (it).
Du début des années 1950 au milieu des années 1970, il signe de nombreux scénarios pour le cinéma italien, principalement des films d'aventures et des comédies à l'italienne. Il collabore régulièrement avec Giorgio Simonelli et écrit notamment les scénarios de comédies mettant en scène le duo Franco et Ciccio.
Il passe à la réalisation en 1965 avec la comédie Con rispetto parlando avec Scilla Gabel dans le rôle principal. Après le décès de Simonelli en 1966, il continue à collaborer avec le duo Franco et Ciccio en réalisant plusieurs comédies pour et avec eux.
Comme parolier, il est notamment connu pour avoir écrit les paroles de la chanson More imaginé par Riz Ortolani et Nino Oliviero (it) pour le film Mondo cane et modifié ultérieurement par Norman Newell. La version de Ciorciolini est notamment reprise dans le film Je la connaissais bien (Io la conoscevo bene) d'Antonio Pietrangeli avec pour interprète Gilbert Bécaud. Il a également écrit la chanson Una zebra a pois pour la chanteuse Mina.

## Filmographie

### Comme scénariste

#### Au cinéma
- 1951 : La Folla de Silvio Laurenti Rosa (it)
- 1954 : Café chantant de Camillo Mastrocinque
- 1955 : Il coraggio de Domenico Paolella
- 1956 : Mamma sconosciuta de Carlo Campogalliani
- 1959 : Destinazione Sanremo de Domenico Paolella
- 1959 : La Terreur des barbares (Il Terrore dei Barbari) de Luigi Capuano
- 1960 : Robin des Bois et les Pirates (Robin Hood e i pirati) de Giorgio Simonelli
- 1960 : La Reine des barbares (La regina dei Tartari) de Sergio Grieco
- 1960 : Les Blousons noirs de la chanson (I Teddy boys della canzone) de Domenico Paolella
- 1961 : La Vengeance d'Ursus (La vendetta di Ursus) de Luigi Capuano
- 1961 : Parlez-moi d'amour (Che femmina!! e... che dollari!) de Giorgio Simonelli
- 1961 : Gerarchi si muore de Giorgio Simonelli
- 1963 : Due samurai per cento geishe de Giorgio Simonelli
- 1963 : Ursus dans la terre de feu (Ursus nella terra di fuoco) de Giorgio Simonelli
- 1964 : Les Deux Évadés de Sing-Sing (I due evasi di Sing Sing) de Lucio Fulci
- 1964 : Due mafiosi nel Far West de Giorgio Simonelli
- 1964 : La Tulipe noire de Christian-Jaque
- 1964 : I due toreri de Giorgio Simonelli
- 1965 : I due sergenti del generale Custer de Giorgio Simonelli
- 1966 : I due figli di Ringo de Giorgio Simonelli
- 1966 : Le Monde tremble (Black Box Affair - Il mondo trema)
- 1966 : Due mafiosi contro Al Capone de Giorgio Simonelli
- 1966 : Les Deux Sans-culottes (I due sanculotti) de Giorgio Simonelli
- 1967 : Deux idiots chez les fritz (I barbieri di Sicilia)
- 1968 : Le Chevalier à la rose rouge (Rose rosse per Angelica) de Steno
- 1968 : Ciccio perdona... Io no!
- 1968 : Indovina chi viene a merenda?
- 1968 : I nipoti di Zorro
- 1969 : Franco e Ciccio... ladro e guardia
- 1972 : Meo Patacca (it)
- 1972 : Colpo grosso... grossissimo... anzi probabile de Tonino Ricci
- 1975 : Le Loup des mers (Il lupo dei mari) de Giuseppe Vari

#### A la télévision

##### Séries télévisées
- 1960 : Tutto da rifare pover'uomo d'Eros Macchi (it)
- 1980 : Drim

### Comme réalisateur

#### Au cinéma
- 1965 : Con rispetto parlando (it)
- 1966 : Le Monde tremble (it) (Black Box Affair - Il mondo trema) (sous le nom de James Harris)
- 1967 : Deux Corniauds en folie ou Deux Idiots chez les fritz (I barbieri di Sicilia)
- 1968 : Ciccio perdona... Io no! (it)
- 1968 : Tom Dollar (it) (sous le nom de Frank Red)
- 1968 : Indovina chi viene a merenda? (it)
- 1968 : I nipoti di Zorro (sous le nom de Frank Reed)
- 1969 : Franco e Ciccio... ladro e guardia (it)
- 1972 : Meo Patacca (it)

#### A la télévision

##### Téléfilm
- 1982 : Settefolli